# Lisebergbanan

Die Lisebergbahn aus der Nähe der Rafting-Bahn fotografiert

Eingang

Lisebergbanan im Göteborger Vergnügungspark Liseberg in Schweden ist eine Stahlachterbahn der Hersteller Zierer Rides und BHS, die am 18. April 1987 eröffnet wurde.
Als die Schwarzkopf GmbH bankrottging, arbeitete Anton Schwarzkopf als freier Mitarbeiter mit der Firma Zierer zusammen, um einige Achterbahnen zu bauen. Die Lisebergbanan war die erste dieser Achterbahnen.
Lisebergbanan besitzt fünf Züge mit jeweils elf Wagen. In jedem Wagen können zwei Personen (eine Reihe à zwei Personen) Platz nehmen.

## Die Konstruktion der Bahn
Die Konstruktion der Bahn ist ein sogenanntes Custom-Design, das bedeutet, dass es sich bei dieser Achterbahn um keine serienmäßig hergestellte Achterbahn handelt, wie es überwiegend bei den Herstellern von Achterbahnen der Fall ist, sondern um eine Sonderanfertigung. Der Streckenverlauf des Fahrweges wurde ganz speziell für den Freizeitpark Liseberg geländeangepasst entworfen und existiert somit nur einmal.

## Die Planung des Streckenverlaufs
Die Schwierigkeit für die Planung des Streckenverlaufs bestand darin, dass die Bahn auf einem ca. 36 Meter hohen natürlichen Berg mit Felsen errichtet werden sollte, der zudem auch bewaldet ist. Zusätzlich gab es auf dem Berg schon ein paar Fahrattraktionen und Gehwege, die durch den Streckenverlauf der Achterbahn nicht beeinträchtigt werden durften. Die Tatsache, dass die Lisebergbanan über einen natürlichen Berg fährt und keine 45 Meter hohe Stahlkonstruktion ist, unterscheidet diese Achterbahn optisch grundlegend von den meisten anderen Achterbahnen.
Auch die Bauweise der fünf Züge hatte Einfluss auf den Streckenverlauf, denn durch die elf kurzen Abteile der Züge konnten für den Fahrweg einige rasante Kurven und schnelle Richtungswechsel verwendet werden, die mit längeren Abteilen technisch nicht möglich gewesen wären, weil diese für so kleine Kurvenradien nicht geeignet sind.

## Hohe Fahrgastzahlen
Eine weitere Schwierigkeit waren die hohen Besucherzahlen des Freizeitparks und die Achterbahn sollte deshalb so viele Fahrgäste wie möglich befördern können, damit es nicht zu langen Wartezeiten kommt. Aus diesem Grund entschied man sich dafür, dass fünf Wagenzüge gleichzeitig auf der Strecke unterwegs sein sollten, die meistens im Abstand von 45 Sekunden fahren, wodurch pro Stunde 1.760 Personen mit der Lisebergbanan fahren können. Es sind aber auch kürzere Abstände möglich.
Im Sommer hat der Freizeitpark Liseberg durchschnittlich 12 Stunden am Tag geöffnet. An diesen Tagen kann die Lisebergbanan (theoretisch) bis zu 21.120 Fahrgäste befördern und jeder der fünf Züge legt dabei 257 gefahrene Kilometer pro Tag zurück. Insgesamt sind das 1.285 Kilometer.

## Positionen der Wagenzüge im Fahrbetrieb
Die Positionen der Wagenzüge im Fahrbetrieb sind folgendermaßen aufgeteilt: Ein Zug befindet sich immer im Einstiegsbereich, einer wird immer den Lift hinaufgezogen, zwei Züge fahren auf der eigentliche Strecke und der fünfte Zug nähert sich nach der finalen Bremsung wieder der Station.

## Die Station der Achterbahn

Einstiegsbereich

Besonders aufwändig wurde die Station der Achterbahn gestaltet, die sich vor dem Berg im Hauptteil des Freizeitparks auf Bodenniveau befindet und im Stil eines Bahnhofs zum Ende des 19. Jahrhunderts entworfen wurde. Der Einstiegsbereich wurde mit Malereien aufwändig gestaltet und wird mit großen Kronleuchtern beleuchtet.

## Fahrweg
Vom Tag der Eröffnung am 18. April 1987 bis zum 17. Juli 1991, als The Ultimate in Lightwater Valley (England) mit einer Lange von 2268,3 m eröffnet wurde, war Lisebergbanan die Achterbahn mit dem längsten Fahrweg in Europa. Es gibt in Europa nur acht Achterbahnen, die einen noch längeren Fahrweg haben.

## Sicherheit
Damit es nicht zu Auffahrunfällen kommt, befinden sich in der eigentlichen Strecke auf dem Berg zwei Blockbremsen die verhindern, dass sich zwei Wagenzüge gleichzeitig im selben Streckenabschnitt der Bahn aufhalten können.
Am Ende der eigentlichen Strecke befindet sich eine 540°-Helix (Kreisel), hinter der sich eine weitere Blockbremse befindet. Hier werden die Züge zum Stillstand gebracht. Danach rollen die Züge weiter zur letzten Blockbremse vor der Station, wo die Züge wieder gestoppt werden.
Anschließend folgen die vier Blockabschnitte der Station, in denen die Züge mit Traktionsrädern gezogen werden. 1. Die Warteposition vor der Schiebebühne / 2. Die Schiebebühne mit der die fünf Züge seitlich auf ihre Abstellgleise gefahren werden können / 3. Die Warteposition vor dem Einstiegsbereich / 4. Der Einstiegsbereich, in dem die Fahrgäste in die Züge ein- und aussteigen können.
Der Lifthill trägt neben dem Hochziehen der Züge auf den höchsten Punkt der Achterbahn ebenfalls zur Sicherheit bei: Wenn der vorausfahrende Zug die erste Blockbremse noch nicht verlassen hat, dann schaltet sich der Lift aus, bevor der gezogene Zug das Ende des Lifts erreicht hat. Dies ist auch bei allen anderen Achterbahnen der Fall, bei denen es mehrere Züge gibt.

## Beleuchtung
Da der Freizeitpark Liseberg an einigen Tagen auch bis um 23:00 Uhr geöffnet hat und die Lisebergbanan damit auch im Dunkeln fährt, wurden die Züge aus optischen Gründen so konstruiert, dass sie ringsum beleuchtet werden können.
Der Lift wurde in mehreren Reihen mit tausenden Glühlampen ausgestattet, die im Dunkeln ein großes Lauflicht bilden und auch die Station der Achterbahn ist von außen aufwändig beleuchtet worden.

## Unfall
2006 wurden 21 Personen verletzt als zwei Züge der Bahn zusammenprallten. Der Unfall passierte als die Kette, die den Zug den Lifthill hinaufbefördert nicht ordnungsgemäß funktionierte und der vollbesetzte Zug zurück zur Einstiegsplattform rollte. Hierbei traf der Zug einen anderen Zug in der Station, in dem gerade Fahrgäste ausstiegen. Da nur ein Teil des Zuges auf dem Lifthill war, konnte die Rückrollsicherung den kompletten Zug nicht halten und brach ab. Nach dem Unfall wurde die Bahn nach einer technischen Korrektur wieder eröffnet.